# Municipio de Toad Lake
El municipio de Toad Lake (en inglés: Toad Lake Township) es un municipio ubicado en el condado de Becker en el estado estadounidense de Minnesota. En el año 2010 tenía una población de 539 habitantes y una densidad poblacional de 5,73 personas por km².

## Geografía
El municipio de Toad Lake se encuentra ubicado en las coordenadas 46°51′14″N 95°27′30″O / 46.85389, -95.45833. Según la Oficina del Censo de los Estados Unidos, el municipio tiene una superficie total de 94,06 km², de la cual 85,27 km² corresponden a tierra firme y (9,33 %) 8,78 km² es agua.

## Demografía
Según el censo de 2010, había 539 personas residiendo en el municipio de Toad Lake. La densidad de población era de 5,73 hab./km². De los 539 habitantes, el municipio de Toad Lake estaba compuesto por el 96,47 % blancos, el 2,04 % eran amerindios, el 0,37 % eran asiáticos y el 1,11 % eran de una mezcla de razas. Del total de la población el 0,37 % eran hispanos o latinos de cualquier raza.